# Batàievka
Batàievka (en rus: Батаевка) és un poble de l'óblast d'Astracan, a Rússia, segons el cens del 2010 tenia 543 habitants.